# Metallochlora sanguinipuncta
Metallochlora sanguinipuncta là một loài bướm đêm trong họ Geometridae.